# Hippocrepis biflora
Hippocrepis biflora är en ärtväxtart som beskrevs av Spreng.. Hippocrepis biflora ingår i släktet hästskoklövrar, och familjen ärtväxter. Inga underarter finns listade i Catalogue of Life.